# Момышулы, Бауыржан
Бауыржа́н (Бауржа́н) Момышулы́ (каз. Бауыржан Момышұлы / Bauyrjan Momyşūly; 24 декабря 1910 (6 января 1911) — 10 июня 1982) — советский офицер, участник Великой Отечественной войны, Герой Советского Союза (1990, посмертно), панфиловец, писатель. Полковник (1943).

## Детство, юность, начало военной службы
Родился 24 декабря 1910 года в Кольбастау в простой семье кочевников (ныне Жуалынский район, Жамбылская область, Казахстан). Казах. Происходит из рода шымыр племени дулат. По его собственным словам, Момышулы — отчество, с каз. — «сын Момыша», а фамилия — отсутствует.
По привычке корреспондента я вынул записную книжку.
— Простите, как пишется ваша фамилия?
Он ответил:
— У меня нет фамилии.
Я изумился. Он сказал, что в переводе на русский Момыш-Улы означает сын Момыша.

— Это моё отчество, — продолжал он. — Бауыржан — имя. А фамилии нет.Александр Бек, «Волоколамское шоссе», Глава 1
В одном стихотворении так писал о приставке “улы” в одном из собственных блокнотов из-за расспросов его читателей на эту тему:
Поймите, мои хорошие,

                «улы» это не форма,
               не редкость,
               Не реклама торгаша...
              «Улы» не «ев» и не «ов»
              приспешников ваших,
              «Улы» — это символ

 непримиримости.
В 1929 году окончил 9 классов школы. Работал учителем, секретарём Исполкома Совета народных депутатов района, начальником районной милиции, инструктором Алма-Атинского городского военкомата Казахской ССР, прокурором района.
В Рабоче-Крестьянскую Красную Армию был призван в ноябре 1932 года. Окончил команду одногодичников 14-го горнострелкового полка 3-й Туркестанской стрелковой дивизии в Среднеазиатском военном округе в сентябре 1933 года, служил командиром взвода в этом полку. В январе 1934 года уволен в запас.
С 1935 года работал старшим консультантом Казахстанской республиканской конторы Промышленного банка.
В марте 1936 года призван в Красную Армию вторично, служил на Дальнем Востоке в Особой Краснознамённой Дальневосточной армии под командованием Маршала Советского Союза В. К. Блюхера. Направлен в 315-й стрелковый полк 105-й стрелковой дивизии, где служил командиром взвода противотанковой батареи, помощником командира и командиром батареи, командиром артиллерийского дивизиона. В июле-августе 1938 года участвовал в боях с японской Квантунской армией у озера Хасан командиром артиллерийской батареи.
В феврале 1940 года переведён в Киевский Особый военный округ, где с апреля служил помощником начальника штаба 406-го стрелкового полка 24-й стрелковой дивизии. Участвовал в присоединении Бессарабии к СССР. В январе 1941 года вновь переведён в Среднеазиатский военный округ и назначен старшим инструктором вневойсковой подготовки республиканского военкомата Казахской ССР.

## Великая Отечественная война
Когда после начала Великой Отечественной войны в округе начала формироваться 316-я стрелковая дивизия под командованием генерал-майора И. В. Панфилова, в конце июня старший лейтенант Б. Момышулы был назначен в неё командиром батальона 1073-го Талгарского стрелкового полка. После завершения формирования в Алма-Ате в конце августа убыл с дивизией на фронт. В сентябре 1941 года с дивизией был передан в 52-ю отдельную армию и строил оборонительный рубеж у Малой Вишеры.
Член ВКП(б) с 1942 года.
В связи с катастрофическим началом битвы за Москву, 5 октября 316-я стрелковая дивизия была поднята по тревоге и срочно переброшена на волоколамское направление, куда её первые эшелоны стали прибывать 10 октября. В составе 16-й армии Западного фронта 316-я стрелковая дивизия стойко держала оборону, войдя в историю под именем «панфиловцев». Старший лейтенант Момышулы при обороне Москвы участвовал в 27 боях. За беспримерный и массовый героизм личного состава приказом народного комиссара обороны СССР от 18 ноября 1941 года дивизии было присвоено гвардейское звание и она получила наименование 8-я гвардейская стрелковая дивизия, а 1073-й стрелковый полк, в котором воевал Бауыржан Момышулы, стал 19-м гвардейским стрелковым полком.
Во время второго генерального наступления вермахта на Москву с 16 по 18 ноября 1941 года батальон старшего лейтенанта Бауыржана Момышулы в отрыве от дивизии героически сражался на Волоколамском шоссе у деревни Матрёнино. Умелое руководство комбата позволило на 3 дня задержать немцев на данном рубеже. После этого старший лейтенант Момышулы вывел батальон из окружения боеспособным.
Героический боевой путь батальона под командованием Бауыржана Момышулы описан в художественно-исторической книге Александра Бека «Волоколамское шоссе».
Его командирские способности были замечены, и в конце ноября он был назначен командиром полка — лично командармом 16-й армии К. К. Рокоссовским.

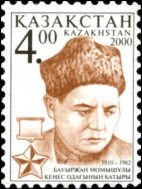
Момышулы на памятной почтовой марке Казпочты, 2000

Командуя 19-м гвардейским стрелковым полком, 26—30 ноября 1941 года в районе деревни Соколово Московской области вместе со своим полком в течение четырёх суток вёл упорные бои, успешно отбивая атаки противника. В боях за станцию и населённый пункт Крюково 19-й гвардейский стрелковый полк под командованием Б. Момышулы находился в центре боевого порядка 8-й гвардейской дивизии и вёл упорные бои с 30 ноября по 7 декабря 1941 года. В бою 5 декабря 1941 года был ранен, но поля боя не покинул. В ходе боя в деревне Дубровка Московской области был ранен повторно. Продолжал командовать полком до 7 декабря.
С декабря 1941 года исполнял должность заместителя командира 1075-го стрелкового полка, в феврале 1942 года вновь назначен командиром 19-го гвардейского стрелкового полка. Участвовал в контрнаступлении под Москвой. В январе 1942 года 8-я гвардейская стрелковая дивизия была передана в 3-ю ударную армию Северо-Западного фронта, где вела бои с дивизией СС «Мёртвая голова» (Totenkopf) в ходе Демянской наступательной операции. Затем дивизия занимала оборону на участке фронта у города Холм.
За проявленные мужество и героизм в битве под Москвой капитан Бауыржан Момышулы в 1942 году был представлен к званию Героя Советского Союза, однако присвоено оно было ему лишь посмертно 11 декабря 1990 года.
В 1943 году присвоено воинское звание «полковник».
В ноябре 1943 года направлен в госпиталь по болезни, после излечения ему предоставили отпуск, а в мае 1944 года направили на учёбу. В декабре 1944 года окончил курсы усовершенствования офицерского состава при Высшей военной академии имени К. Е. Ворошилова.
В январе 1945 года прибыл на 2-й Прибалтийский фронт и назначен заместителем командира 9-й гвардейской стрелковой дивизии в 2-м гвардейском стрелковом корпусе 6-й гвардейской армии. Тем не менее с 28 января 1945 года и до конца войны непрерывно исполнял должность командира 9-й гвардейской стрелковой дивизии. Руководил частями дивизии в ходе блокады Курляндского котла войск противника и ряда частных операций против этой группировки. В феврале—марте 1945 года северо-западнее станции Приекуле (Латвия) части умело руководимой им дивизии прорвали три полосы сильно укреплённой обороны противника. В результате наступления дивизии было освобождено 15 населённых пунктов, нанесён значительный урон врагу в живой силе и боевой технике.

## Послевоенная биография

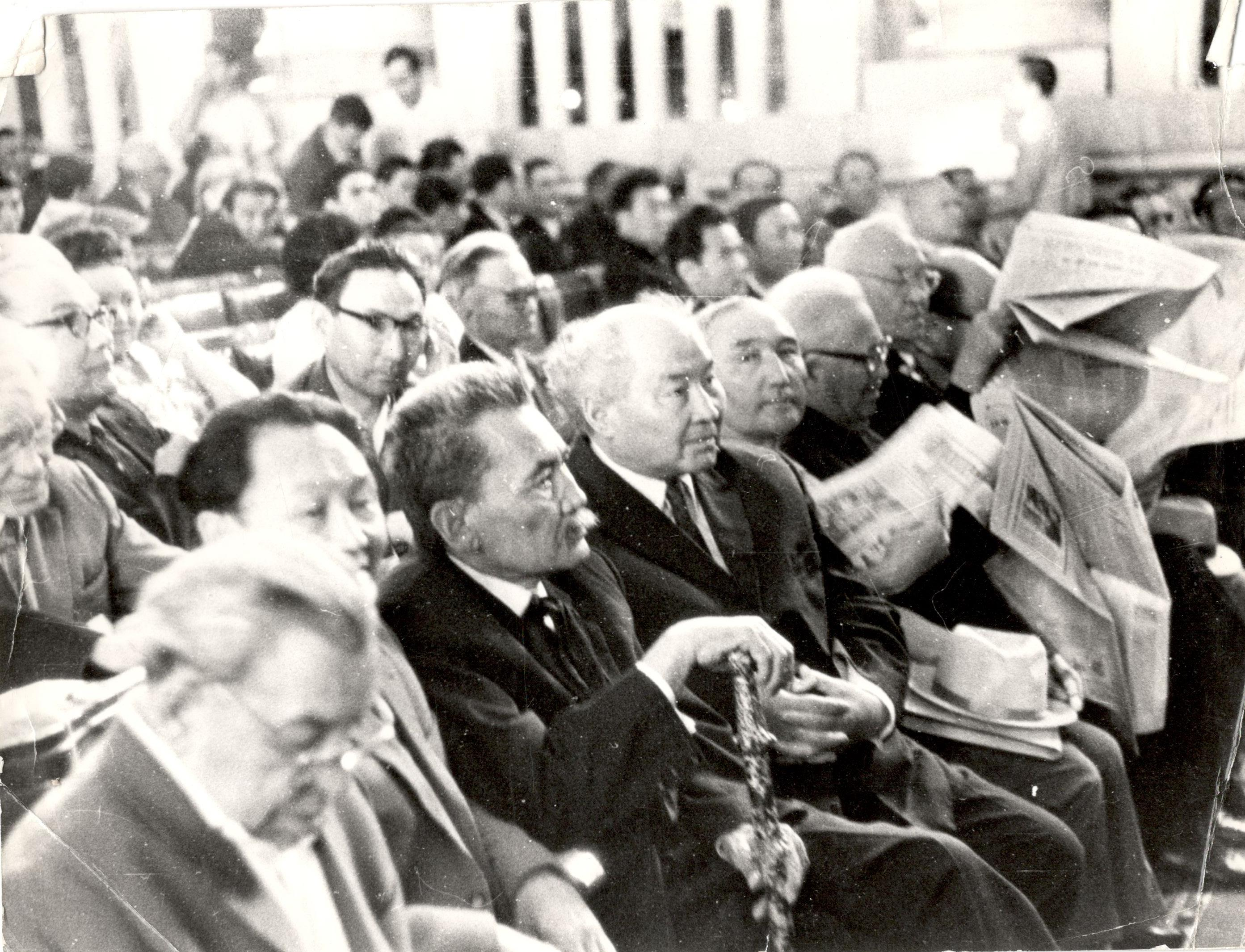
Бауыржан Момышулы (с тростью в руках) рядом с Алькеем Маргуланом и Мекемтасом Мырзаахметулы (на правом стороне, рядом с Момышулы) на съезде Союза писателей Казахстана

Продолжал командовать дивизией, которая с августа 1945 года дислоцировалась в Прибалтийском военном округе. В январе 1946 года направлен в академию на учёбу. В 1948 году окончил Высшую военную академию имени К. Е. Ворошилова (при Генеральном штабе ВС СССР). После её окончания был назначен председателем ДОСАРМ Казахской ССР в июне 1948 года, но уже через 3 месяца (в сентябре) приказ о назначении был отменён.
С ноября 1948 года — заместитель командира 49-й отдельной стрелковой бригады. С ноября 1950 года — старший преподаватель кафедры общей тактики и оперативного искусства Военной академии тыла и снабжения Советской армии имени В. М. Молотова.
В декабре 1955 года в звании полковника был уволен в запас.
Вернулся в Алма-Ату, где полностью посвятил себя литературному труду. Печататься стал ещё на военной службе, его первые повести о Великой Отечественной войне тогда были хорошо встречены критикой. Со временем, кроме военной прозы, стал писать также и о современниках, поднимая острые моральные вопросы. Писал рассказы и повести для детей. Работал на русском и казахском языках, свои книги переводил сам. Также много переводил с казахского и уйгурского языков на русский произведения и даже стихи казахских и уйгурских писателей и поэтов. Переводил произведения русских писателей и с русского на казахский язык для их издания в Казахстане. Кроме прозы, публиковал много статей, работал в области литературной критики, путевых очерков.

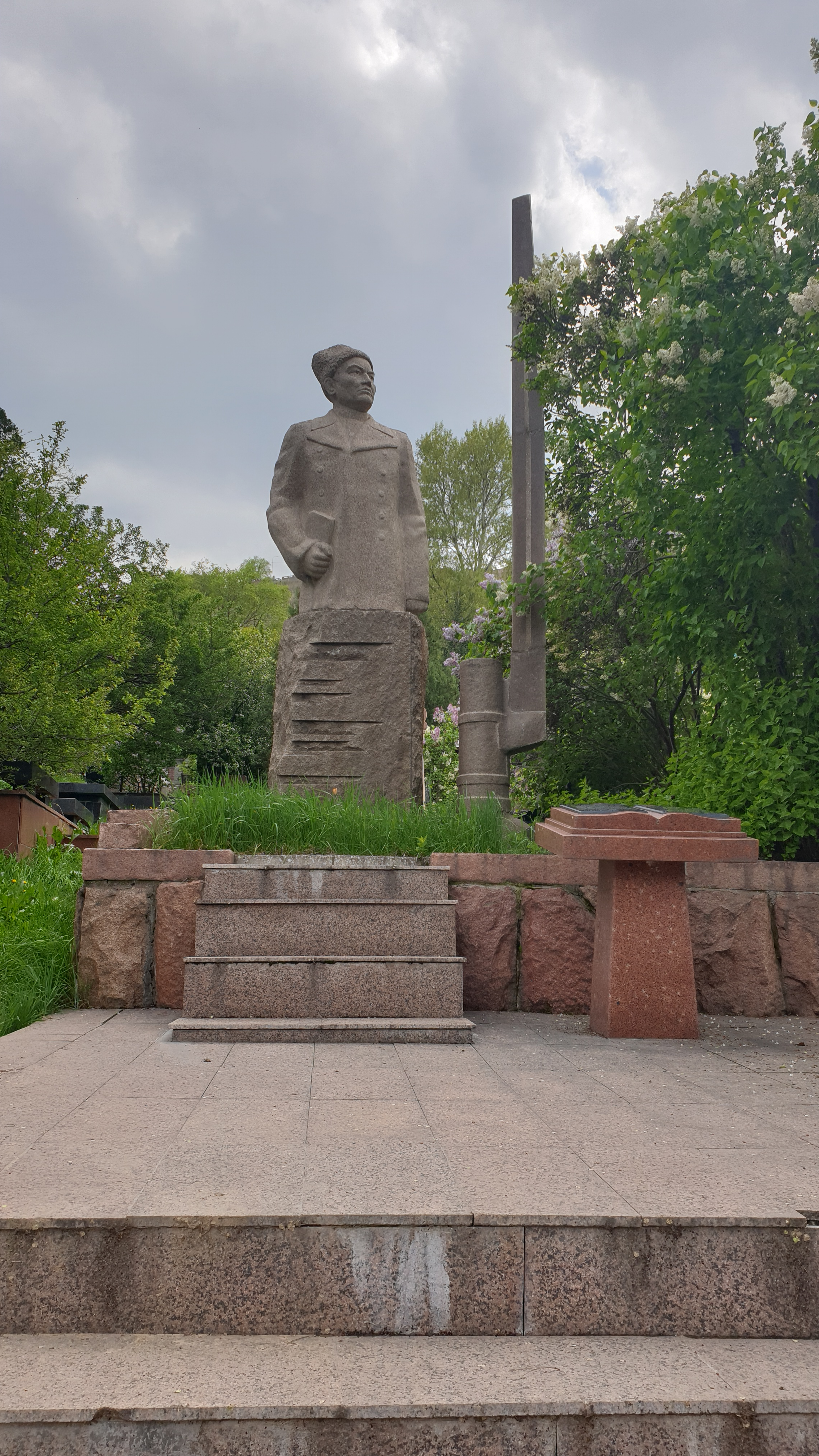
Надгробный памятник над могилой Бауыржана Момышулы на Кенсайском кладбище в Алматы

Скончался 10 июня 1982 года в городе Алма-Ата. Похоронен на кладбище Кенсай.

## Увековечение памяти

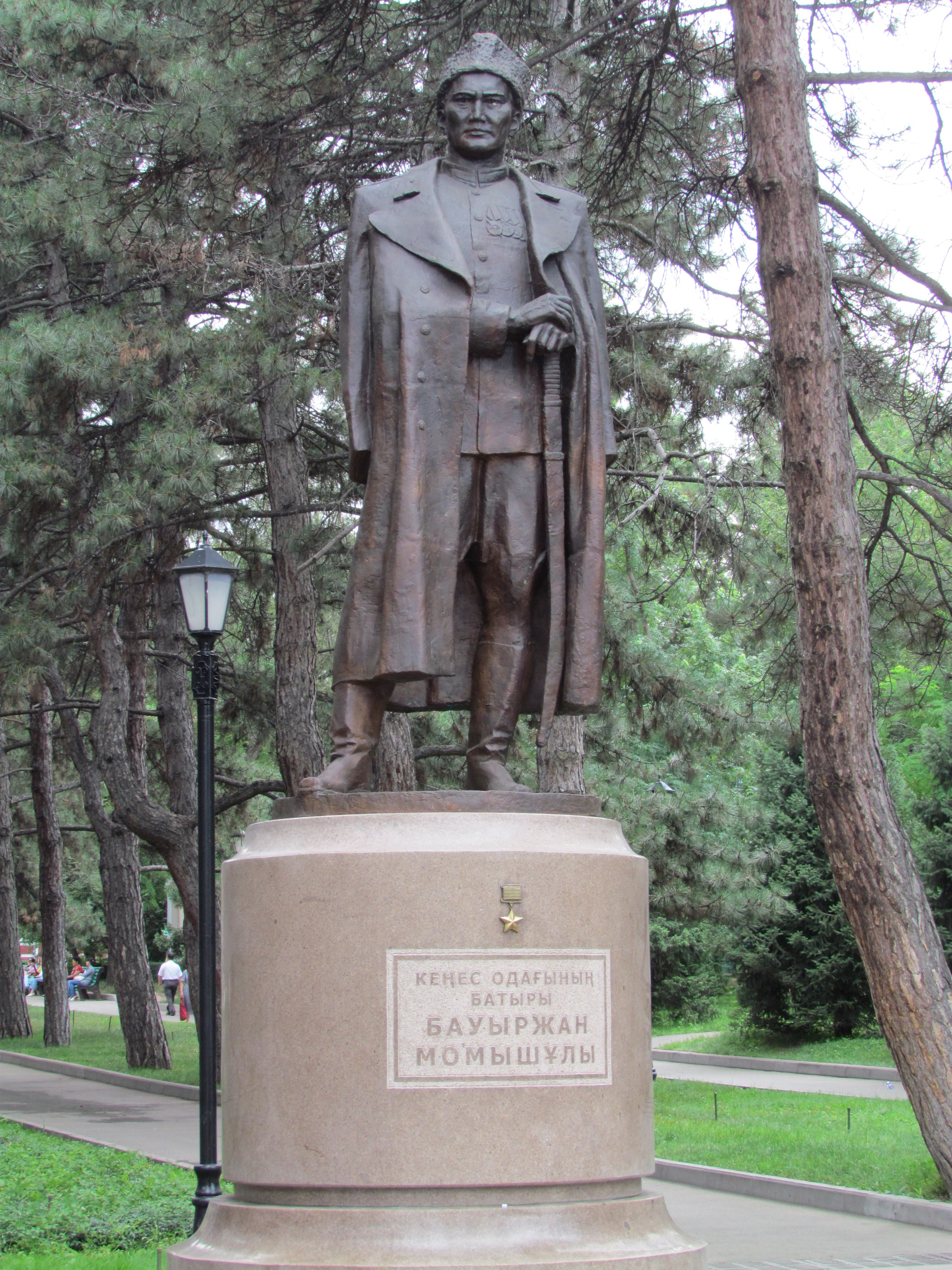
Памятник Бауыржану Момышулы в Алма-Ате

Памятник Бауыржану Момышулы в Астане, 2020 г.

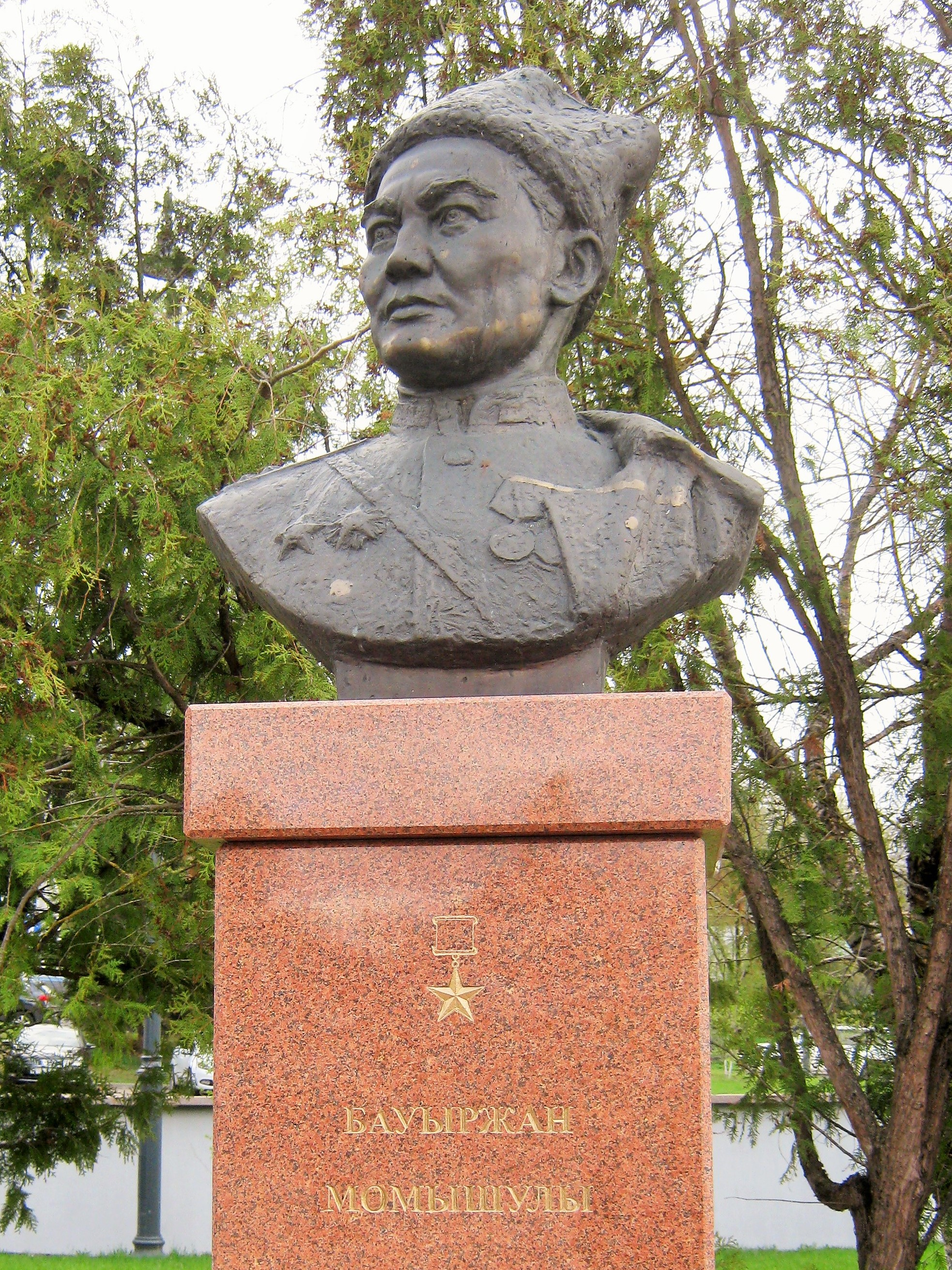
Бюст Бауыржана Момышулы на Октябрьской площади в Волоколамске

- В честь Бауыржана Момышулы был назван районный центр Жуалынского района Жамбылской области — село Бауыржан Момышулы (Бурное), в котором также открыт музей Бауыржана Момышулы, где хранятся некоторые его личные вещи.
- В Казахстане имя героя носят улицы:
  - в городах — Алма-Ата, Астана, Тараз, Шымкент, Кокшетау, Караганда, Кентау,Темиртау, Атырау, Семей, Сатпаев, Кызылорда, Жезказган, Атбасар, Аксу, Шемонаиха;
  - в сёлах — Шелек, Аса, Курчум.
- Имя также присвоено:
  - станции метро в Алматы
  - Учебному центру МВД РК в Шымкенте
  - средним школам:
    - в городах — Алма-Ата (№ 131 и военная школа-интернат), Тараз (№ 45), Шымкент (№ 44), Павлодар (№ 22), Костанай (№ 5[8]), Зеленоград (№ 1912[9]), Арыс Туркестанской области (средняя школа № 11), Караганде (№ 77);
    - в посёлке Топар Карагандинской области (№ 16);
    - в сёлах — Жанажол, Третий Интернационал (№ 108, Кармакшинский район, Кызылординская область), Новопокровка;

  - спорткомплексу в селе Бауыржан Момышулы (Бурное);
  - совхозу в Жуалынском районе Жамбылской области.
- Памятники, бюсты и монументы, установленные Бауыржану Момышулы:
  - памятник в полный рост на входе в Парк имени 28 гвардейцев-панфиловцев (2010 год, в честь столетия со дня рождения);
  - памятник в полный рост на въезде в пос. Бауыржан Момышулы (районный центр Жуалынского района, Жамбылской области);
  - бронзовый бюст на Октябрьской площади Волоколамска;
  - памятник в Астане;
  - памятник в Шымкенте;
  - памятник в Таразе;
  - бюст перед зданием средней школы № 44 и школой Министерства внутренних дел Казахстана в Шымкенте;
  - бюст на территории школы № 1912[9] в Зеленограде;
  - бюст на улице Момышулы в Шемонаихе;
  - пилон «Бауыржан Момышулы» в Приозёрске.

## Награды
- Герой Советского Союза (11.12.1990, посмертно)
- орден Ленина (11.12.1990, посмертно)
- два ордена Красного Знамени (06.06.1942[10], 30.12.1956[11])
- орден Отечественной войны I степени (06.06.1945)[12]
- орден Трудового Красного Знамени (15.01.1971)
- орден Дружбы Народов (23.12.1980)
- орден Красной Звезды (20.04.1953)
- орден «Знак Почёта» (03.01.1959)
- медаль «За боевые заслуги» (6.05.1946)
- ряд медалей СССР

## Семья
Бабушка — Кызтумас, мама Разия, дед Имаш, сестры Убиа (написал про него рассказ «Музей-апа»), Салима и Алима.
Сам Момышулы написал про своих четырех жен, кроме пятой жены («Тақырып әйелдерім туралы» – «Тема про моих жён»).
Первая жена — Муканкызы Бибижамал (младше на 2 года), сын Момышулы Бахытжан Бауыржанович (1941—2012), писатель.
Вторая жена – Клавдия Николаевна Коркина. 
Внебрачная дочь — Коркина Елена Бауыржановна (1947). Живёт в Москве.
Третья жена – Вера Павловна Строева.
Четвертая жена — Баубекова Гайникамал, женился в 1961 году, прожили вместе 12 лет — до её смерти в марте 1973 года.
Последняя жена – Жамиля Егембердиева. Она написала книгу «Өмірінің өзі — дастан» («Жизнь его – эпическая»).

## Библиография

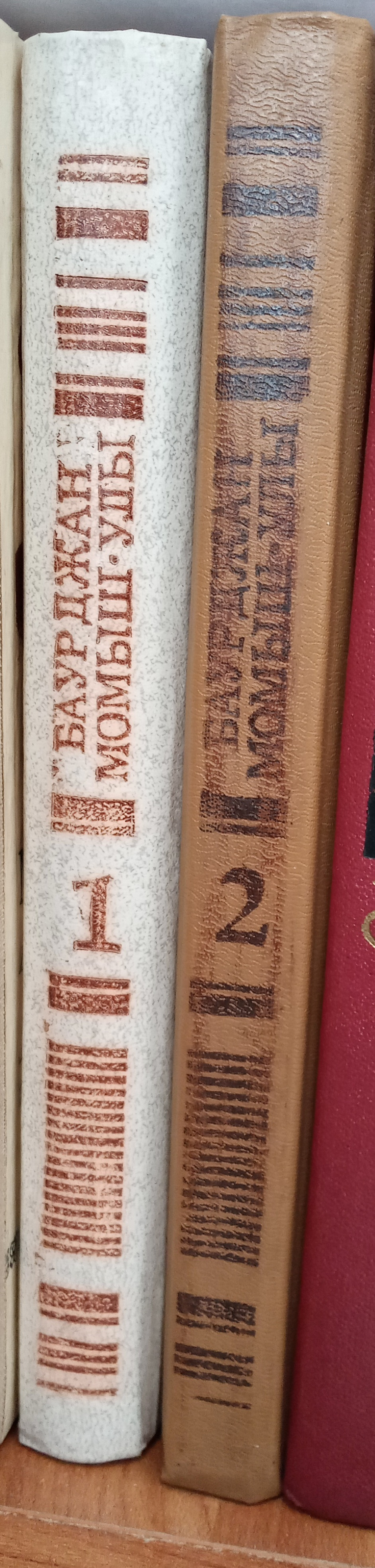
Собрание сочинений в двух томах. Алматы, Жазушы, 1986, 608 страниц, иллюстрации (без портрета автора, оба книг по 304 страниц).

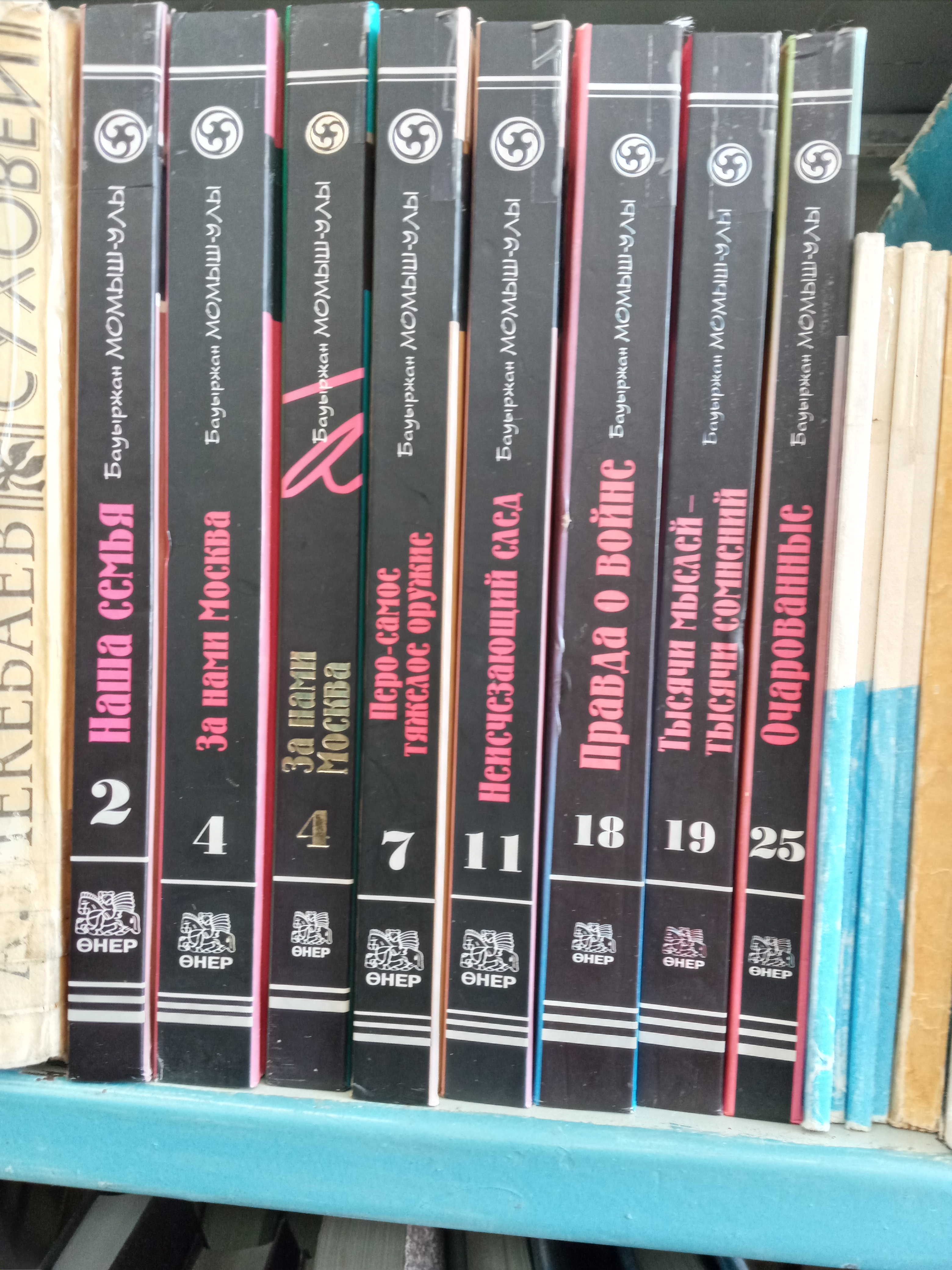
Из 30 томника на русском языке. Издательство «Онер».

## Фильмы
1. 1967 — «За нами Москва». Героическая киноповесть по мотивам книг и материалов Бауржана Момышулы, «Казахфильм», режиссёр Мажит Бегалин. В роли — Каукен Кенжетаев.
2. 1984 — «Волоколамское шоссе». Фильм-спектакль МХАТа имени Горького по мотивам повести А. Бека «Волоколамское шоссе». Режиссёр Всеволод Шиловский. В роли старшего лейтенанта Момышулы — Борис Щербаков.
3. 2010 — Документальный фильм «Қазақтың Бауыржаны» Легендарный Бауыржан, «Казахфильм», режиссёр Калила Умаров.
4. 2013 — Художественный сериал «Бауыржан Момышулы», Казахстан, кинокомпания «Sataifilm», режиссёр Акан Сатаев. В роли — Еркебулан Дайыров.
5. 2025 --- Документальный фильм "Бауыржан Момышұлы - Халық Қаһарманы (на русском языке)" компания "Central Asia Production", режиссер Берик Барысбеков https://www.youtube.com/watch?v=l9LdcpBzuqg&t=980s

## Современники о Бауыржане Момышулы
- О незаурядном преподавательском даре Момышулы вспоминает один из слушателей академии И. М. Голушко в своих воспоминаниях «Солдаты тыла»:

Говоря о положительном влиянии лучших преподавателей на нашу аудиторию, не могу прежде всего не вспомнить о человеке в наших глазах полулегендарном. Речь идёт о полковнике Бауыржане Момышулы, который читал курс общей тактики. Многие из нас узнали о нём ещё по книге Александра Бека «Волоколамское шоссе», в которой Бауыржан выведен в роли центрального героя. Наш интерес к этому человеку ещё более возрос, когда стало известно, что полковник и сам талантливо пишет на темы войны и уже опубликовал в местном издательстве несколько рассказов и небольших повестей. Мы их, разумеется, тотчас достали, прочли и признали эту «пробу пера» весьма многообещающей.
Мы всегда с интересом ожидали лекций Момышулы. Любой материал он излагал доходчиво, чаще прибегая к схемам, нежели к конспектам, и подкрепляя каждый тезис поучительными примерами из боевого опыта. Он умел как-то попросту, без различия в чинах, и в то же время требовательно относиться ко всем слушателям. Разбирая сложные вопросы тактики, исподволь приучал нас к самостоятельности мышления. С этой целью мог прервать свой рассказ в самом неожиданном месте, чтобы спросить: «А что думает на этот счёт капитан Иванов?» или «А как бы поступил в этой ситуации товарищ Петров?» И слушатели постоянно были готовы доложить своё решение, обосновать свой вариант действий. Постоянный контакт преподавателя с аудиторией заставлял творчески осмысливать весь изучаемый материал.
В нашей академии полковника Момышулы любили и слушатели, и преподаватели за простоту и прямоту суждений, за честность и веселый нрав. Он умел увлекательно рассказывать о тяжёлых боях, которые вела их Панфиловская дивизия, о подвигах однополчан. Самыми интересными были его воспоминания о битве под Москвой, в которой Бауыржан принимал активное участие, будучи комбатом, и о боях на исходе войны, когда он был уже командиром дивизии.
- В 1963 году было опубликовано интервью с Фиделем Кастро. На вопрос: «Кого Вы могли бы назвать героем Второй мировой войны?» Кастро ответил:

Героя книги Александра Бека «Волоколамское шоссе» — казаха Момышулы.
 Вскоре Бауыржан Момышулы был приглашен личным гостем министра обороны Кубы Рауля Кастро.
- Генерал-полковник И. М. Чистяков в своей книге «Служим Отчизне» писал о Бауыржане Момышулы:

Командира 1073-го стрелкового полка майора Бауыржана Момышулы я знал ещё до войны по совместной службе на Дальнем Востоке. Это был молодой командир, казах по национальности, с крутым и упрямым характером и красивой внешностью. Я знал, что его очень ценил И. В. Панфилов за особую отвагу и смекалку. Под Москвой его батальон, находясь в окружении, несколько дней не имея связи с полком, дрался с превосходящими силами противника. В жестоких боях гвардейцы в течение двух суток уничтожили 400 фашистов, задержали их наступление по Волоколамскому шоссе и затем, совершив манёвр по лесу, разорвали кольцо окружения и вышли к своему полку. После этого боя Панфилов держал при себе батальон Момышулы как резерв, посылая его в бой в самых тяжёлых случаях. Нравилось мне у Момышулы ещё одно качество — правдивость. Как бы тяжело ему ни было, я знал, что он всегда скажет правду, того же он требовал от своих подчинённых.
- Письмо, составленное командиром 8-й гвардейской стрелковой дивизии гвардии полковником И. И. Серебряковым и начальником отделения кадров штаба дивизии гвардии майором В. А. Кондрашовым:

В ПРЕЗИДИУМ ВЕРХОВНОГО СОВЕТА СОЮЗА ССР Копия: ВЕРХОВНОМУ СОВЕТУ КАЗАХСКОЙ ССР (для сведения) Считаю своим долгом доложить: В июле месяце 1941 года я прибыл в г. Алма-Ату на должность начальника штаба 316-й стрелковой дивизии, которой командовал генерал-майор Панфилов. Дивизия впоследствии переименована в 8-ю гвардейскую стрелковую дивизию и за подмосковные бои награждена орденом Красного Знамени и орденом Ленина. Я продолжительное время был начальником штаба этой дивизии и в период наступательных боев, с марта 1942 года по октябрь 1942 года, командовал этой дивизией. В своё время ни генералу Панфилову, ни генералу Чистякову, в то время командовавшим дивизией, и мне, как их первому заместителю и впоследствии командиру дивизии, по ряду обстоятельств не удалось отметить заслуженные подвиги, совершенные неоднократно в боях одним из офицеров-ветеранов Панфиловской дивизии, выросшего в боях от старшего лейтенанта до полковника, ныне здравствующего Бауыржана Момышулы. Долг справедливости требует от меня, изложив в этом письме совершенные им подвиги, обратиться к Вам с просьбой. Бауыржан Момышулы в звании старшего лейтенанта был назначен командиром батальона 19-го гвардейского стрелкового полка. В должности командира батальона он провел 27 боев в условиях манёвренной обороны под Москвой в 1941 году. Отрываясь 5 раз от дивизии в тылу противника, с целью выполнения специальных задач, поставленных генерал-майором Панфиловым в условиях окружения, он умело выводил свой батальон и приданные ему подразделения из окружения, сохранил живую силу и технику. 1. 26.10.1941 г. товарищ Момышулы, будучи командиром батальона, привёл в г. Волоколамск после упорных боев на правом рубеже из окружения 690 человек, 18 артупряжек, 30 повозок, организованно ведя бой по выводу батальона из окружения на промежуточных рубежах на протяжении 35 км. В этих боях особое значение имели для дивизии бои, данные им в районе Сафатово, Миловани, Рюховское и Спас-Рюховское, когда батальон врезался в хвост немецких колонн, наступающих на Волоколамск, что способствовало выигрышу времени и отрыву основной силы дивизии от преследования противника и задержке на 2 суток главных сил противника на Волоколамском направлении. В боях за город Волоколамск в период с 27.10.41 г. по 15.11.41 г. батальон Момышулы отличался неоднократно своими действиями по разгрому немецких захватчиков. За все эти подвиги в период с 16.10.1941 г. по 15.11.1941 г. генерал Панфилов 7.11.41 г. представил старшего лейтенанта Момышулы к правительственной награде — ордену Ленина. Судьба наградного листа до сих пор неизвестна, и заслуженные подвиги товарища Момышулы остались неотмеченными. 2. С 16.11.41 г. по 20.11.1941 г. батальон под командованием Момышулы ведёт борьбу в условиях окружения в районе деревни Горюны на Волоколамском шоссе, железнодорожной станции Матренино, перерезав основные пути движения главных сил противника, наступающих на Москву. В это время части дивизии отходили на следующий промежуточный рубеж, и действия батальона Момышулы обеспечили отрыв главной силы дивизии от наступающей силы противника и занятию следующего рубежа. В этих боях батальоном уничтожено до 600 гитлеровцев, 6 танков и захвачены трофеи: 6 станковых пулемётов, 12 ручных пулемётов, 2 орудия, 8 радиостанций, 2 штабных автомашины с документами, в числе которых много «сов. секретных документов», расшифровывающих главные силы Волоколамском группировки противника. 20.11.1941 г. батальон, прорвав кольцо, ведя неоднократные бои в тылу противника, к 23.11.41 г. присоединился к своему полку. Привел с собой 300 человек, 2 орудия, 16 повозок, 4 станковых пулемёта и снова влился в дивизию как боеспособное подразделение. 3. В районе д. Лопастино — Десятидворка Момышулы 25.11.41 г. с одним ПТО, двумя миномётами, двумя станковыми пулемётами и полувзводом бойцов совершил ночной налёт на расположение противника, где уничтожено было до 200 немецких солдат. Этот подвиг также оставался неотмеченным. 4. С 26.11.41 г. по 7.12.41 г. старший лейтенант Момышулы командовал 1073-м стрелковым полком, ныне 19-й гвардейский стрелковый полк. а) В районе д. Соколове с 26.11.41 г. по 30.11.1941 г. полк Момышулы четверо суток вел упорные бои, четырежды отбивал атаки противника, несмотря на интенсивную бомбежку авиации; б) В боях за станцию и населённый пункт Крюково полк находился в центре боевого порядка дивизии и вел упорные бои с 31.11.41 по 7.12.1941 г. 5.12.1941 г. в этих боях тов. Момышулы получил ранение и, зная, что дальше отступать некуда и что в полку осталось небольшое количество людей, отказался уйти с поля боя и продолжал руководить им до 7.12.1941 г. В крюковских боях уничтожено до полка пехоты, 18 танков и много другой техники, и совместно с другими частями дивизии 8.12.1941 г. полк пошёл в контрнаступление. Этот героический поступок молодого офицера также остался неотмеченным; в) В зимнее наступление 1942 года тов. Момышулы в звании капитана с полутора батальонами стрелков смелым ночным налётом разгромил резервы дивизии СС «Мертвая голова», уничтожив 1200 гитлеровцев и захватив узел шести дорог с населёнными пунктами: Бородино, Барклавица, Трошково, Трохово, Конюшено, Вашково, и тем самым 6.2.1942 г. обеспечил выполнение задачи дивизии, лишив противника путей и возможностей подбросить резервы и боепитание Соколовской группе, которая упорно обороняла д. Соколово в течение трёх суток; г) 8.2.1942 г., очутившись со случайно оторвавшимся от полка взводом разведчиков в районе Бол. Шелудьково, наткнулся на отходящие части противника: колонну до 600 человек и 8 танков. Внезапным огневым налётом взвод уничтожил до 200 немецких солдат и захватил важные оперативные документы. 5. С 27.2.1942 по 13.5.1942 г., занимая оборону в невыгодных условиях, в лесисто-болотистой местности на широком фронте, в районе деревень Дубровка, Кобляки, находясь в огневом мешке 1-го, 4-го, 5-го авианаземных немецких полков, полк Момышулы отбивал до сотни атак, не уступив ни одного метра земли противнику, нанося ему большие потери. Учитывая все перечисленные выше боевые заслуги Момышулы, мною в августе месяце 1942 года был оформлен наградной лист на звание Героя Советского Союза, судьба которого до сего времени неизвестна. Излагая далеко не полно подвиги Момышулы, считаю своим долгом донести Вам и прошу, на основании вышеизложенного, согласно статутов орденов Союза ССР, отметить товарища Момышулы в пределах, которые считаете возможными Вы, ибо справедливость этого от меня требует. Гвардии полковник Момышулы 1910 года рождения, по национальности казах, член ВКП(б) с 1942 года, участник Отечественной войны с сентября 1941 года. В Красной Армии с 1936 года, ранен тяжело 5.12.1941 г. в районе Крюково. Местожительство: г. Москва, улица Кропоткина, 19, Академия Генерального Штаба Красной Армии имени Ворошилова.
Бывший командир 8-й гвардейской стрелковой дивизии гвардии полковник Серебряков
Начальник отделения кадров штаба дивизии гвардии майор Кондрашов.
- Герой Советского Союза, генерал-майор, писатель Пётр Вершигора:

Нам известны военные подвиги Бауыржана Момышулы. Став писателем, он совершил второй подвиг. Оба подвига, на мой взгляд, равноценны.

## Видео
- Хроника Великой Отечественной войны. Бауыржан Момышулы
- Бауыржан Момышулы